# 太古小學
太古小學（英語：Taikoo Primary School），是位於香港東區的一所男女子津貼小學，由太古股份有限公司於1923年興辦。校址為香港英皇道1100號，佔地10,870平方米，鄰近康怡花園。學校的校名早年為「太古義學」，至1947年更名「太古漢文學校」，1977年秋再更名為「太古學校」。由鰂魚涌康山搬至現址前，該校已改名「太古小學」。而辦學團體在創校初期另外設立「太古夜學」為義學的畢業生提供學徒職業培訓。太古小學於2007年8月31日成立法團校董會。此外，太古基金每年為學校提供財務資助，太古公司也派代表參與校董會的事務，擔任辦學團體校董。

## 校政管理

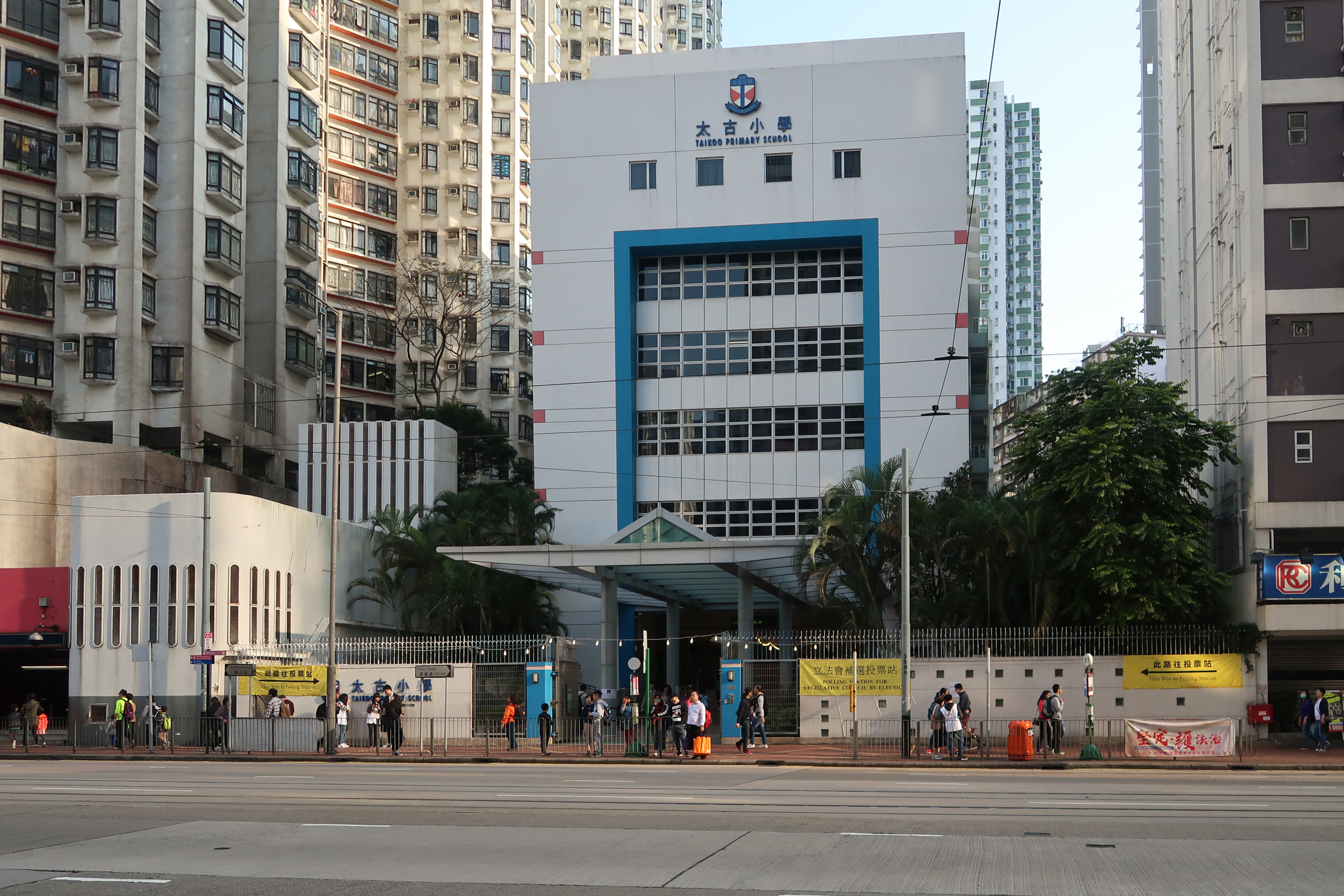
太古小學的校舍外觀

### 歷任校監
- ？至1950年：泰來 先生（前任太古集團勞工總監）[7]
- 1950年至1973年：巴力 先生[8]（時任太古船塢華人福利總監[9]）
- 1973年至？：李培華 先生[10]
- 許寶女士

### 歷任校長
上午校
- 1946年至1969年：岑公燧 先生[11][12]
- 1969年至1977年：岑世璘 先生[13]

下午校
- 1959年至1968年：譚英傑 先生[14][15]
- 1968年至1969年：岑世璘 先生[14]
- 1969年至1974年：馮展鵬 先生[13][11]
- 1974年至？：譚炳森先生[13]
- 呂秀鳳 女士[16]

全日制
- ？至2015年：蕭小燕 女士[17]
- 2015年至2023年：陳綺梅 女士[18]
- 2023年至今：葉碧君 女士

### 歷任副校長
- 何潔珊 女士[19]
- 陳綺梅 女士[20]
- 陳燕君 女士[21]
- 黃文龍 先生[22]
- 鄧英琪 女士

## 辦學宗旨與校訓
太古小學透過讓學生在優良的環境中學習，使他們在德、智、體、群、美五方面都得到均衡的發展、發揮個人潛能和貢獻社會。

## 歷史發展

### 日校
太古船塢及機器有限公司於1923年2月為太古船塢、太古糖廠及香港汽水廠職工在船塢側的西灣河及鰂魚涌一帶興建宿舍之餘亦創辦了太古義學，供他們的子女免費就讀。該校最早期的校舍設於一座太古船塢的「船塢辦公室」內（1951年改建為太古船塢華人福利會會址，現址為太古城鄱陽閣及太湖閣）。初時只有四名教師教導一百五十名學生，另設4間課室（1941年增至6間）。直至第二次世界大戰結束初期仍於辦公室校址辦學，後在1946年9月才搬遷到較大、設有18個課室的校舍，並由「太古義學」更名為「太古漢文學校」。自1947年起，學校獲當時的殖民政府每年提供津貼轉型為津貼小學。1949年起實行上午校制。此後非太古員工的子弟亦可以入讀太古小學。該段時期的太古小學位於鰂魚涌糖廠員工宿舍旁邊，即鰂魚涌社區會堂現址。毗鄰鰂魚涌英童學校、太古水塘以及太古俱樂部。校舍由太古集團總公司物業工程部則師 C. K. Larard 負責設計規劃工作，由裕仁建築公司負責興建工程。後來在1966年，太古集團與教育司署共同出資合辦首間只為教學用途而興建的太古小學，基利路校舍（鰂魚涌市政大廈現址）於同年10月啟用。由於政府參與辦學，太古小學轉由政府津貼營運。校舍開幕典禮由時任輔政司祈濟時主持+。
從1998年起，校方為了興建一所設施齊備，配合全人教育為宗旨的校舍，於是展開籌劃。未搬遷前的第二代校舍校共有18個課室及多個特別室，可以容納逾千名學生。在2002年9月，已改名為太古小學的「太古漢文學校」遷址至英皇道現址，且實行全日制。而校舍由太古地產花費一億二千萬負責興建，屬於該區一項大型重建計劃「太古谷項目」的一部分工程。其原來基利路校舍位置則重建成私人屋苑逸樺園。2015年11月，有家長成立網上群組投訴太古小學的功課量過多，校方不久進行協調工作改善情況。
太古小學在學習上會協助學生認識有關「世界文化」的課題，又會舉辦「太古世界文化日」成果展示及學習活動日。通過跨科主題活動與設計自學工作紙培養學生自學的態度及能力。此外，該校參加了世界自然基金會推行的「STEP 可持續生活模式教育計劃」以優化教學。除了「一人一職」班內服務以及「一人一服務」計劃之外，太古小學校內的其他的服務隊伍，包括風紀、班長、男女童軍、公益少年團等在早會上會分享他們的服務經驗，從而鼓勵其他同學加入服務行列。而學生在活動課上製作小手工藝和接受表演訓練後亦會在社區探訪活動中表演。至於資訊科技方面，太古小學已推行電子教學。同時鼓勵學生參與不同學科的學習活動。該校每年都會舉行校內綜藝匯演，其中英語音樂劇有不同的表演劇目，例如《阿拉丁》、《花木蘭》等等。教師由開學後挑選學生進行為期半年的排練，最後作公開演出。

### 夜校
太古船塢及機器有限公司早於1924年設立太古夜校培訓學徒。當太平洋戰爭完結後，夜校與太古小學一同復校。夜校其時以工業學院方式管理和運作，12班學生每星期花4天時間上課。而有3班學生可接受英語會話訓練，更可通過幻燈片、教育影片或電影學習。

## 校園設施
太古小學全校樓高7層，設有三十個標準課室，其中特別室共有十五個。校園的面積較搬遷前為大。以下為校園包括的設施：
| (1)                                        | (2)                                            | (3)                                                      | (4)                                                                | (5)                                                  | (6)                                        |
| ------------------------------------------ | ---------------------------------------------- | -------------------------------------------------------- | ------------------------------------------------------------------ | ---------------------------------------------------- | ------------------------------------------ |
| - 電腦室 - 圖書室 - 音樂室 - 禮堂 - 教員室 | - 籃球場 - 乒乓球場 - 小賣部 - 舞蹈室 - 會議室 | - 多用途室 - 普通話室 - 小組教學室 - 輔導室 - 天台小花園 | - 校園電視台 - 常識室 - 視覺藝術室 - 英語閱讀室 - 家長教師會資源室 | - 語言學習室 - 數學角 - 醫療室 - 學生活動室 - 溫習室 | - 歷史資料室 - 小組教學室 - 三十個標準課室 |

## 其他資料
- 香港已故作曲家、指揮和電影配樂粦（黃丹儀父親）曾於1960年代在太古小學任教音樂科[46]。
- 香港中國婦女會中學於1978年正式開校時由於校舍工程尚未落成，校方因此暫時借用太古小學上課。直至當年9月中才遷入西灣河新落成的校舍，並沿用至今。[47]
- 太古小學於創校至太古漢文學校時期舉行的畢業典禮曾派汽水給學生。

## 著名/傑出校友
- 周漢光（1955年小六）：前香港中文大學教育學院課程及教學學系教授[48][49]
- 李葆怡：前有線財經資訊台主播、廉政公署傳媒宣傳及社區研究小組委員會增選委員及黃大仙滅罪會委員
- 譚玉瑛：香港著名女藝人
- 周浩鼎，JP（1991年小六）：香港立法會議員[50]
- 陳偲穎（2020年小六）：香港童星[42]

## 外部連結
- 太古小學校網（页面存档备份，存于）
- 太古船塢 今日的太古城，頭條日報（页面存档备份，存于）
- 升小攻略﹕增城兆霖特殊教育支援多，2013年7月10日，明報